# FTampa
Felipe Augusto Ramos, plus connu sous le pseudo FTampa, est un disc-jockey né à Conselheiro Lafaiete, au Brésil, et actif depuis 2010.
Sa carrière fut véritablement lancée en 2013 après avoir rejoint le label d'Hardwell, Revealed Recordings, sur lequel il signa à de nombreuses reprises.

## Discographie

### Singles
Seuls les singles sortis depuis 2012 figurent dans la liste ci-dessous :
- 2012 : Brazealand (avec Ryan Enzed) [Enzed Recordings]
- 2012 : We Are The Real Motherfuckers (avec Alex Mind) [BugEyed Reco
- 2013 : Chaos [Sick Slaughterhouse]
- 2013 : Run Away (Vocal & Instrumental Mix) [Vicious]
- 2013 : Kick It Hard [Vicious]
- 2013 : Do It Yourself (avec Paniet) [Big & Dirty (Be Yourself Music)]
- 2013 : Hero / Make Some Noise EP [Vicious]
- 2013 : Yes (avec Vandalism) [Vicious]
- 2014 : Twice [Vicious]
- 2014 : Falcon (avec Bruno Barudi) [Revealed Recordings]
- 2014 : Kismet (avec Goldfish & Blink) [Revealed Recordings]
- 2014 : Samba (avec Klauss Goulart) [Metanoia Music (Arisa Audio)]
- 2014 : 97 (avec Kenneth G) [Revealed Recordings]
- 2014 : 5 days (FTampa) [DOORN (Spinnin)]
- 2014 : Slammer (avec Quintino) [Spinnin Records]
- 2015 : Slap (avec Felguk) [Vicious]
- 2015 : Troy (avec WAO) [Revealed Recordings]
- 2015 : That Drop [Revealed Recordings]
- 2015 : 031 (avec The Fish House) [DOORN (Spinnin')]
- 2015 : Strike It Up [Musical Freedom]
- 2015 : Lifetime (avec Sex Room) [Doorn Records]
- 2016 : Need You (avec Sex Room) [Revealed Recordings]
- 2016 : Stay (avec Amanda Wilson) [Sony Music]

### Remixes
- 2013 : Hide and Scream - Vitalic (FTampa Remix) [Filthy Bitch]
- 2013 : DJ Exodus, Leewise - We Are Your Friends (FTampa Remix) [Peak Hour Music]
- 2014 : Avicii - Jailbait (FTampa Vicious21 Remix) [Vicious]
- 2014 : Darth & Vader - Extermination (FTampa Remix) [Sick Slaughterhouse]
- 2015 : Nervo - Hey Ricky (FTampa Remix) [Ultra]
- 2016 : Tritonal, Steph Jones - Blackout (FTampa Remix) [Enhanced Recordings]